# Pseudonemesia kochalkai
Espèce
Pseudonemesia kochalkai est une espèce d'araignées mygalomorphes de la famille des Microstigmatidae.

## Distribution
Cette espèce est endémique du département de Magdalena en Colombie. Elle se rencontre vers San Pedro à 960 m d'altitude dans la Sierra Nevada de Santa Marta.

## Description
Le mâle mesure 3,08 mm et la femelle 2,90 mm.

## Étymologie
Cette espèce est nommée en l'honneur de John A. Kochalka.

## Publication originale
- Raven & Platnick, 1981 : A revision of the American spiders of the family Microstigmatidae (Araneae, Mygalomorphae). American Museum Novitates, no 2707, p. 1-20 (texte intégral).